# Strahinja Janjić
Strahinja Janjić, cyr. Страхиња Јањић (ur. 13 kwietnia 1906 w Klenjach, zm. po 1964 w Hamilton, w Kanadzie) – serbski wojskowy (porucznik), dowódca Serbskiego Gestapo podczas II wojny światowej.
Syn Nikoli Janjicia i Bosilki z d. Ristić. Od 1923 służył w armii jugosłowiańskiej, dochodząc do stopnia porucznika. Brał udział w wojnie z Niemcami w kwietniu 1941 r., dostając się do niewoli. Po wyjściu na wolność wstąpił ochotniczo w październiku tego roku do Serbskiego Korpusu Ochotniczego. Służył w 5 ochotniczym oddziale w Kragujevacu. Jednocześnie objął stanowisko burmistrza miasta. Utracił je w wyniku oskarżenia o szantaże, rabunki i zgwałcenia nauczycielki. Decyzją dowództwa Korpusu został aresztowany i skazany na karę śmierci. Uwolnili go Niemcy, aresztując z kolei oficera Korpusu, który go oskarżył. W czerwcu 1942 r. S. Janjić stanął na czele 1 Belgradzkiego Specjalnego Oddziału Bojowego, zwanego Serbskim Gestapo. Obiecywał Niemcom sformowanie dwóch serbskich dywizji Waffen-SS, do czego nigdy nie doszło. Z powodu popełniania licznych zbrodni prezydent Serbii gen. Milan Nedić i dowództwo Korpusu występowali z prośbami do Niemców o zlikwidowanie Serbskiego Gestapo. W rezultacie S. Janjić wraz z kilkudziesięcioma swoimi podwładnymi w kwietniu 1943 r. został wysłany do Niemiec, gdzie przydzielono ich do różnych jednostek wojskowych. W 1945 przebywał w Oranienburgu, do czasu kiedy wkroczyły wojska amerykańskie. Po zakończeniu wojny S. Janjić wyemigrował do Kanady.
Był żonaty, miał syna.